# Prospero Orsi
Prospero Orsi (anche noto come Prosperino delle Grottesche (1560 ca. – Roma, 1630 ca.) è stato un pittore italiano del periodo tardo-manierista e dell'inizio del Barocco, attivo principalmente a Roma.

## Biografia

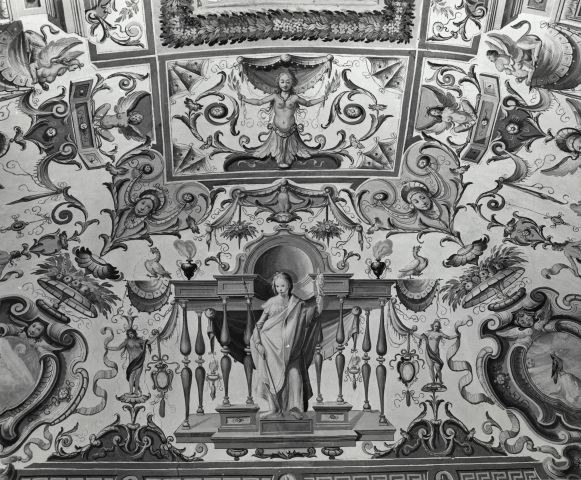
Grottesche, Palazzo Locatelli, Assisi, volta della sala al piano nobile

Probabilmente fu allievo del Cavalier d'Arpino; il suo primo lavoro documentato fu nel 1582 una collaborazione con Galeazzo Ghidoni per la decorazione in Castel Sant'Angelo. Giovanni Baglione racconta che durante il papato di papa Sisto V fu uno dei tanti artisti che decorarono con affreschi le pareti e i soffitti della Scala Santa, in particolare realizzò le raffigurazioni di Mosè che divide le acque e di Isacco che benedice Giacobbe. Nella Loggia delle Benedizioni in San Giovanni Laterano dipinse un episodio della Vita dell'imperatore Constantino. Inoltre lavorò anche nella Biblioteca Vaticana.
Il Baglione lo descrive come un prolifico pittore di grottesche. Inoltre lavorò con Antonio Circignani alla decorazione di un salone del Palazzo Mattei di Giove a Roma.
Anche se inizialmente fu uno stretto seguace del Cavalier d'Arpino, in seguito divenne un seguace del Caravaggio, tanto che nel 1605, assieme a Cherubino Alberti, riuscì a farlo rilasciare su cauzione. Il Baglione, nelle sue Vite, descrive così il cambiamento di personalità: